# Riskokare

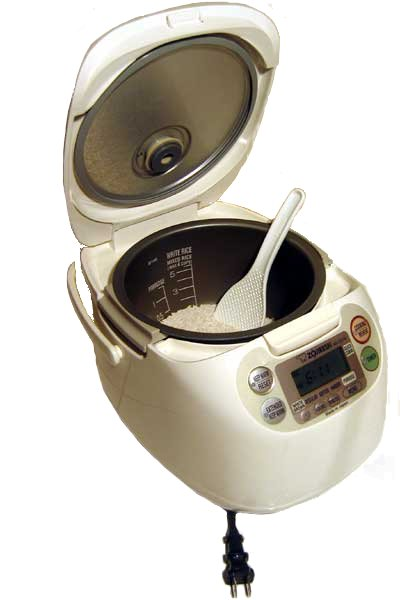
En riskokare.

En riskokare är en typ av köksutrustning som används för att koka ris.
Många elektriska riskokare består av en elplatta inbyggd i ett skal och en inre bunke med non-stickbehandling. I vissa fall medföljer galler eller insatser för ångkokning av bland annat potatis, grönsaker och fisk. Några av kokarna kan också användas för tillagning av exempelvis soppa till crème brûlée.
En fördel med riskokare är att den känner av hur länge riset behöver koka. När riset är färdigt slår den automatiskt över från värme- till varmhållningsläge.
Stora riskokare bör användas för kokning av stora mängder ris, annars bildas lätt en hård yta i botten. Det finns även mindre riskokare.

## Riskokare för mikrovågsugn

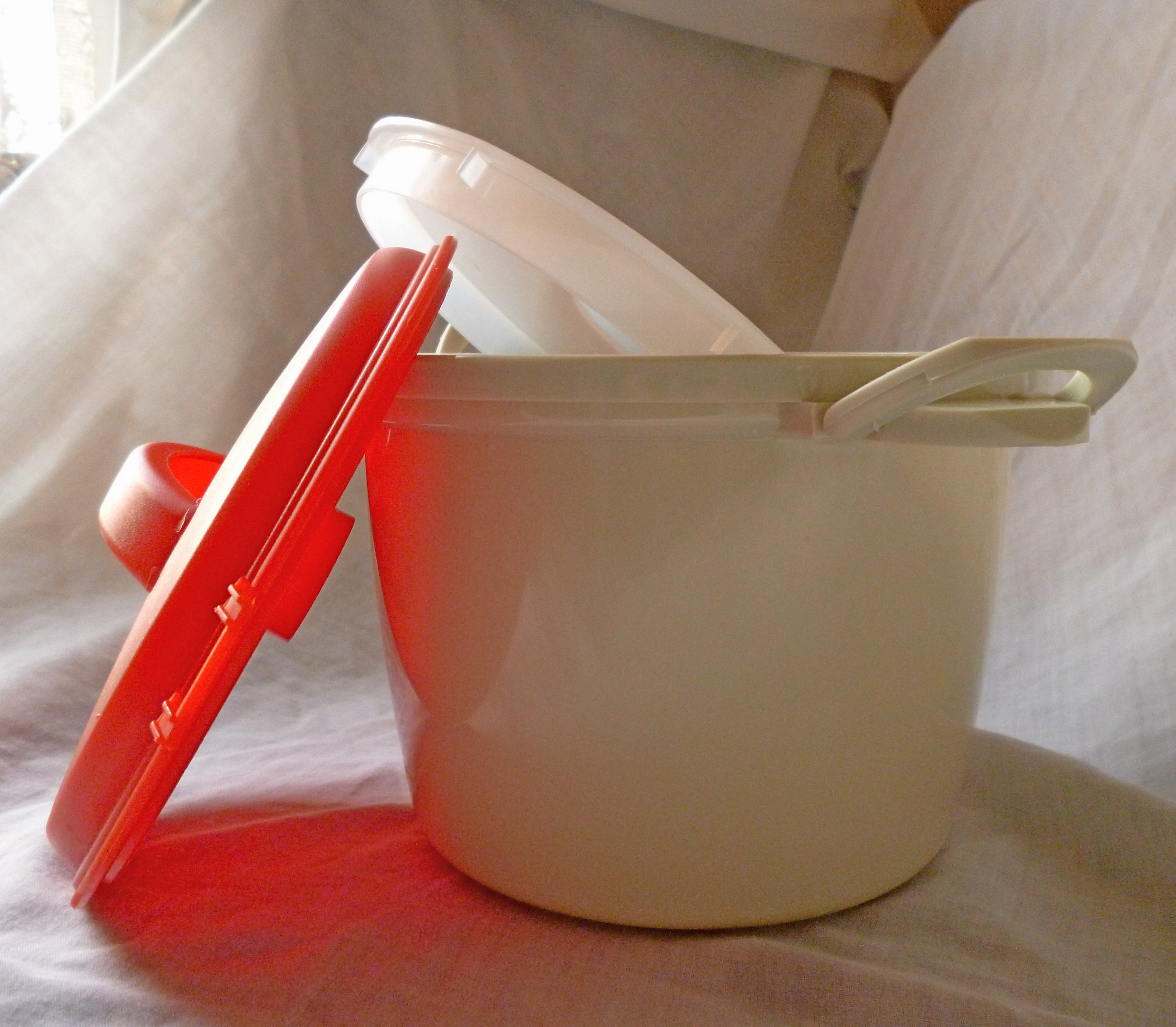
En riskokare för mikrovågsugn.

Det finns även riskokare för mikrovågsugn som består av en värmetålig plastskål och ett speciellt ånglock.